# Lycodon laoensis
Lycodon laoensis là một loài rắn trong họ Rắn nước. Loài này được Günther mô tả khoa học đầu tiên năm 1864.

## Thuộc tính
Vô hại.